# Miron Kantorowicz
Miron Kantorowicz (ab 1945 Myron Kantorowicz Gordon) (* 18. Juli 1895 in Minsk, Russisches Kaiserreich; † nach 1977) war ein russisch-deutsch-US-amerikanischer Sozialhygieniker.

## Leben und Tätigkeit

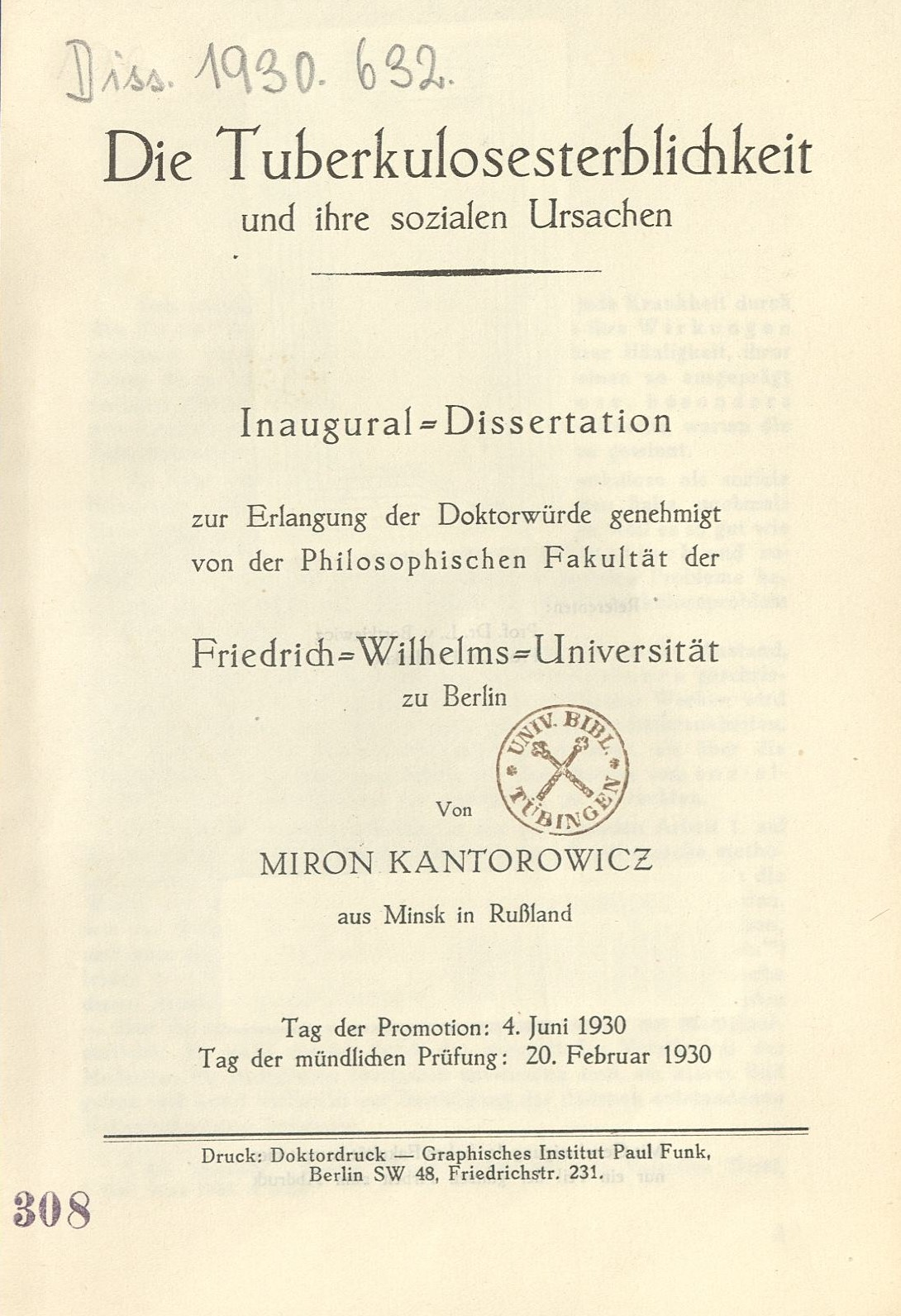
Dissertation (1930)

Miron Kantorowicz war ein Sohn des Fabrikbesitzers Kiwa Kantorowicz und der Sara Fein. Er besuchte das Gymnasium und studierte ab 1915  Rechtswissenschaften an der Universität St. Petersburg und ab 1917 an der Universität Moskau. Nach der russischen Oktoberrevolution emigrierte er nach Deutschland, wo er von 1919 bis 1923 Staatswissenschaften, Geschichte und Philosophie und dann von 1923 bis 1926 Medizin an der Berliner Universität studierte. 1930 wurde er bei Ladislaus von Bortkewitsch und Heinrich Herkner an der Philosophischen Fakultät der Universität Berlin promoviert.
Vom Wintersemester 1921/1922 nahm er regelmäßig an Sozialhygienischen Übungen bei Alfred Grotjahn teil. Von 1929 bis 1933 arbeitete er als Wissenschaftlicher Hilfsarbeiter und Bibliothekar beim Sozialhygienische Seminar der Friedrich-Wilhelms-Universität.
Wenige Wochen nach dem Machtantritt der Nationalsozialisten wurde Kantorowicz aufgrund seiner jüdischen Abstammung auf Veranlassung des Ministeriums für Wissenschaft, Kunst und Volksbildung am 13. Mai 1933 von seiner Tätigkeit beim Sozialhygienischen Seminar beurlaubt. Im Juli wurde seine Stelle als wissenschaftliche Hilfskraft der bisherigen Sekretärin und Bibliothekarin von Franz Schütz, Ilse Millenet übertragen. Das sozialhygienische Seminar wurde wenige Monate später in ein sogenanntes Rassenhygienisches Seminar umgewandelt.
1934 emigrierte Kantorowicz – nachdem er sich vergeblich um andere Betätigungsmöglichkeiten in Berlin bemüht hatte – nach Großbritannien. Dort arbeitete er auf Grundlage eines Stipendiums als Statistiker bei der Jewish Health Organisation und an der School of Hygiene and Tropical Medicine. Seine Forschungsschwerpunkte in den folgenden vier Jahren waren die Medizinalstatistik und Epidemiologie.
1938 ging Kantorowicz in die Vereinigten Staaten, wo er 1940 Research Fellow beim Milbank Memorial Fund in New York wurde. Später wurde er Research Fellow an der Universität Washington. Während des Zweiten Weltkriegs wandte er sich, u. a. seine russischen Sprachkenntnisse nutzend, Übersetzungsarbeiten und Studien über bevölkerungspolitische und epidemiologische Fragen in der Sowjetunion zu.
In Deutschland als Staatsfeind geltend wurde er – offenbar in Unkenntnis seiner Übersiedlung in die Vereinigten Staaten – im Frühjahr 1940 vom Reichssicherheitshauptamt auf die Sonderfahndungsliste G.B., ein Verzeichnis von Personen, die im Falle einer erfolgreichen Invasion und Besetzung der britischen Insel durch die deutsche Wehrmacht automatisch und vorrangig verhaftet werden sollten, gesetzt.
1945 wurde Kantorowicz in den Vereinigten Staaten eingebürgert und änderte seinen Namen in Miron Kantorowicz Gordon. Im selben Jahr wurde er Research Analyst beim US-State Department und leitete in dieser Eigenschaft die Bevölkerungsabteilung dieses Ministeriums. 1946 wechselte er in die Preventive Medicine Division des Büros des Surgeon General der US-Army. Von 1954 bis 1963 leitete er die Eurasienabteilung für medizinischen Information der Armee. 1963 ging er in den Ruhestand.

## Schriften
- Die Tuberkulosesterblichkeit und ihre sozialen Ursachen, 1930.
- Alfred Grotjahn als Theoretiker der Fortpflanzungshygiene, in: Archiv für Frauenkunde 17 (1931), S. 289–294.
- Estimate of the Jewish Population of London in 1929–1933, 1936.
- Die Begründung der Sozialen Hygiene als Wissenschaft, in: Erna Lesky (Hrsg.): Sozialmedizin. Entwicklung und Selbstverständnis, Darmstadt 1977, S. 250–265.